# Отело (драма)
Отело (енгл. Тhe Tragedy of Othello, the Moor of Venice — „Трагедија Отела, венецијанског Мавара”) је трагедија је коју је око 1603. године написао Вилијам Шекспир, а по узору на дело Un Capitano Moro („Маварски капетан”), коју је написао Ђовани Батиста Гиралди, ученик Бокачов, око 1566. Радња драме се одвија у мају 1570. године у морском пристаништу на Кипру, и врти се око четири главна лика: Отела, Маварског генерала у служби Венеције, његове вољене Дездемоне, верног заменика Касија и Јагa, официра коме је веровао, а он га је изневерио. Због својих различитих и актуелних тема расизма, љубави, љубоморе, издаје, освета и покајања, Отело се и даље често изводи у професионалним и аматерским позориштима и основ је за бројне опере, филмове, и књижевне адаптације.
Сматра се да је Шекспир знао у италијанском оригиналу, и да био му је на располагању био на француском језику, али није преведен на енглески језик. Отело је можда најпознатије књижевно истраживање деструктивне моћи љубоморе и сумње. У исто време то је један од најранијих литерарних радова који се баве питањима расе и расизма. Отело је, упркос својим мањкавостима, најистакнутији тамнопути протагонист из времена ране западне литературе. Отело се суочава са сталним расизмом од стране других ликова у овој драми, поготово након што је оженио Дездемону, отмену белу жену чији отац не одобрава овај брак.
Отело је у овој драми представљен као племенити човек великог угледа којег поштују и којем се диве војвода и венецијански сенат, као и они који му служе попут Касија, Монтана, и Лодовика.
Елизабетанска и јакобианска позорница је обиловала тамнопутим ликовима, али ниједан није добио тако велику или херојску улогу као Отело.

## Радња
Представа почиње када јунак Отело, тамнопути генерал у служби Венеције, именује Касија, а не Јага као свога главног поручника. Љубоморан због успеха Отела и завидан Касију, Јаго кује план да уништи Отела, лажно имплицирајући да су Отелова супруга Дездемона и Касио у љубавној вези. Уз помоћ ненамерне Емилије, његове супруге и послушног Родерига, колеге незадовољника Јаго извршава свој план. Користећи марамицу која је припадала Дездемони, а коју је пронашла Емилија након што је Отело нехотице испустио, Јаго убеђује Отела да је Касио дао марамицу Дездемони као знак љубави. Јаго такође наводи Отела да прислушкује разговор између њега и Касија који је у ствари разговор о касијовој љубавници Бјанки, али који наводи забринутог Отела да поверује да је Касио заљубљен у Дездемону. Ови танки „докази” потврђују оно што је Отело био превише склон да повјерује да као старији црнац, он више није привлачан својој младој жени белој Венецијанки. Опседнут љубомором Отело убија Дездемону. Након што је Емилија прекасно сазнала да његова супруга није била крива, он тражи да буде упамћен као онај који „није волио мудро, али је волио са превише жара” након чега извршава самоубиство.

## Језик и стил
Шекспир у Отелу као и другим представама пише у комбинацији стиха (поезије) и прозе (свакодневног говора). Читање Отела често изгледа као читање дуготрајне пјесме, а то је зато што ликови код овог писца често говоре у стиху. Линије у његовим стиховима немају шему римовања, (тзв. „неримовани пентаметарски стихови” или „празни стихови”) где је сваки други слог наглашен. Ова врста стиха се обично користи за племство, и друге важне ликове, јер је то нека врста званичног начина говора којег користе ови виши сталежи. Ликови из нижих друштвених сталежа не говоре овим посебним поетским ритмом, они само користе свакодневни језик.
Дијалози су јако важни у овој драми, а најбољи пример је дијалог између Јага и Отела у III чину, III сцени. У овој кључној сцени Јаго кроз инсинуације успева да убеди Отела да се нешто догађа између Касија и Дездемоне не оптужујући их директно. У Отелу моћ речи помаже у развоју главне радње. Без сталног дотока речи, унутрашњег и спољног, највећи део трагичне радње у овој драми се највероватније не би ни десио.
Без „отровних” речи које је Јаго говорио Отелу, до радње у овој представи можда никада не би ни дошло, јер су његов језик и речи ти који подстичу Отела у акцију. Слично томе, Отелово разумевање његове стварности је измењено и прерађено као резултат речи и упркос захтевима за „опипљивим доказом”, његово веровање у отровне речи Јага узроковале су његов пад. Моћ језика у трагедији Отело Вилијама Шекспира има директан утицај на исход ове представе. Трагични завршетак је једноставно врхунац „отровних” речи и одражавају огромну моћ језика.

## Време и контекст
Најранији помен представе налази се у извештају Ревелсове канцеларије из 1604. године, у коме је забележено да су на „Hallamas Day, being the first of Nouembar ... the Kings Maiesties plaiers“ извели „Представу у Банкетингхаусу у Вајт Холу, званом Мур од Венеције. Дело се приписује „Шексберду”. Ревелсов запис је први пут одштампао Питер Канингам 1842. године, и иако је некад била оспоравана његова аутентичност, сада се сматра истинитим (као што је потврдио А.Е. Стамп 1930. године). На основу свог стила, представа је обично датирана на 1603. или 1604. године, мада су аргументи су дати и за датуме већ 1601. или 1602.
Представу је 6. октобра 1621. године, у регистар Канцеларијске компаније унео Томас Волкли, а први пут је објављена у кварто формату 1622. године:
„Tragœdy of Othello, The Moore of Venice. As it hath beene diuerse times acted at the Globe, and at the Black-Friers, by his Maiesties Seruants. Written by William Shakespeare. London. Printed by N. O. [Nicholas Okes] for Thomas Walkley, and are to be sold at his shop, at the Eagle and Child, in Brittans Bursse, 1622."
Годину дана касније, представа је уврштена међу представе у Шекспировим сабраним драмама Првог фолија. Међутим, верзија у Фолију је знатно различита по дужини и по формулацијама, како објашњавају уредници Фолџеровог издања: „Фолијска представа има око 160 редова који се не појављују у Кварту. Неки од њих се групишу у прилично опширне пасусе. Фолиоју такође недостају десетине расутих редова или полу-редова који се могу наћи у Кварту. Ове две верзије се такође међусобно разликују у запису бројних речи. Научници нису сагласни у погледу образложењу за ове разлике, и консензус није остварен. Кериган сугерише да је Фолијска верзија Отела из 1623. и низ других представа можда била очишћена у односу на Кварто како би се ускладила са Законом о обуздавању злоупотреба из 1606, који је учинио нелегалним да се 'у било којој сценској представи, интерлуду, шоу, мејгејму или свечаној поворци, подругљиво и профано изговара, или користи свето име Бога, или Исуса Христа, или светог Духа, или Светог Тројства'. Ово није неспојиво са сугестијом да је Кварто заснован је на раној верзији драме, док Фолио представља ревидирану Шекспирову верзију. Може бити и да је Кварто скраћен у штампарији да би се задовољио фиксни број страница. Већина модерних издања су заснована на дужој Фолијској верзији, али често укључују Кварто сегменте када се чини да је Фолијски текст погрешан. Кварто је такође објављен 1630, 1655, 1681, 1695, 1699 и 1705.

## Ликови
- Отело, главни лик и херој у представи. Хришћански Маурин и генерал венецијанске војске, Отело је елоквентна и физички моћна фигура кога поштују сви око њега. Упркос његовом високом статусу он је ипак лаган плен несигурности због његових година, његовог живота као војника, и његове расе. Он је „слободне и отворене природе” коју његов подређени Јаго користи да окрене његову љубав за своју жену Дездемону у моћну и самоуништавајућу љубомору.
- Дездемона, кћерка млетачког сенатора Брабанзија. Дездемона и Отело се тајно удају пре почетка ове драми. Док је на много начина стереотипно чиста и кротка, Дездемона је такође одлучна и присебна. Она је једнако способна да брани њен брак, подсмешљиво одговарајући Јагоу и одговарајући достојанствено на Отелову несхватљиву љубомору.
- Јаго, Отелов подређени и негативац у представи. Док је његов тобожњи разлог за жељу у остварењу пропасти Отела због тога што га овај није унапредио у чин поручника, Јагова мотивација никада није била врло јасно изражена и изгледа да потиче из опсесивног, готово естетског ужитка у манипулацији и уништавању.
- Касио је Отелов поручник, истински му веран, млад и неискусан војник чији је високи положај Јаго толико презирао. Јаго користи Касиову младост, добар изглед и пријатељство са Дездемоном да заигра на карту несигурности Отела око Дездемонине верности.
- Емилија је Јагова супруга и Дездемонина пратиља. Цинична, обична жена, она је дубоко повезана са својом господарицом и неповерљива према свом супругу.
- Дужд представља службену власт у Венецији, а има велико поштовање према Отелу као јавном и војном службенику. Његова главна улога у представи је помирење и Отела и Брабанзија у 3. сцени из I чина, а затим на његов захтев Отело одлази на Кипар.
- Брабанкио је Дездемонин отац и венецијански сенатор. Као пријатељ Отела, Брабанзио се осећа изданим након што је Отело оженио његову кћер у тајности.

(и други споредни ликови)